# Малый Кыргопэльгын
Малый Кыргопэльгын (устар. Малый Каргопи́льгын) — река на Дальнем Востоке России. Протекает по территории Анадырского района Чукотского автономного округа. Длина реки составляет 30 км.
Название произошло от чук. Кыргопэлгын — «кедровая горловина».
Исток находится в болотах близ озера Красное, протекает по сильно заболоченной части Анадырской низменности в окружении бесчисленных озёр, впадает в реку Великая, являясь её правым притоком.
Вода в реке имеет тёмно-коричневый цвет.
Близ устья находятся развалины землянки Бисекера.
Основные притоки: Длинный, Студёный, Каменка.